# Јесика Линдел Викарби
Јесика Моника Линдел Викарби (швед. Jessica Monika Lindell-Vikarby; рођена 7. фебруара 1984) бивша је шведска алпска скијашица. Такмичила се у спусту, супервелеслалому, велеслалому и комбинацији. У Светском купу остварила је две победе.

## Биографија
На такмичењима Међународне скијашке федерације (ФИС) дебитовала је 22. јануара 2000. у Нибробергету у Шведској. У Светском купу дебитовала је 26. октобра 2002. у Зелдену, када је у велеслаломској трци заузела седмо место. Исте сезоне у Ленцерхајдеу освојила је четврто место у спусту. Сезону је завршила на 52. месту са 139 бодова. На светском првенству у алпском скијању први пут је учествовала 2003. у Санкт Морицу. На овом такмичењу најбољи резултат је остварила у комбинацији где је била осма. Исте године је на јуниорском првенству света у Сер Шевалијеу освојила је златну медаљу у велеслалому. У октобру 2003. повредила се током тренинга спуста у Сас-Феу, када је покидала лигаменте левог колена. Због ове повреде морала је да пропусти целу сезону 2003/04..
У сезони 2004/05. није остварила неке запаженије резултате у Светском купу док је на светском првенству у Санта Катерини освојила шесто место у спусту и једанаесто у комбинацији. У сезони 2005/06.. најбољи резултат у Светском купу био јој је седмо место у спусту у Бад Клајнкирхајму, док је на Олимпијским играма у Торину освојила осмо место у комбинацији.
На трци у супервелеслалому у Лејк Луизу 2. децембра 2007. по први пут се пласирала међу прве три на неком такмичењу у Светском купу, заузела је треће место. Прву победу у Светском купу остварила је 26. јануара 2009. победивши у супервелеслалому који је вожен у Кортини д'Ампецо. На светском првенству у Вал д'Изеру покидала је лигаменте колена на тренингу спуста.
У сезонама 2009/10.. и 2010/11.. успела је да се по једном пласира међу првих десет. На олимпијским играма у Ванкуверу 2010. најбољи резултат јој је био 22. место у комбинацији. На светском првенству 2011. у Гармиш-Партенкирхену освојила је седмо место у велеслалому и четрнаесто место у супервелеслалому.У сезони 2011/12.. остварила је осам пласмана међу првих десет, док је у сезони 2012/13.. пет пута била међу најбољих десет. На светском првенству 2013. у Шладмингу била је тринаеста у велеслалому и петнаеста у супервелеслалому. У Бивер Крику је 1. децембра 2013. забележила другу победу у каријери, победивши у трци велеслалома.

## Победе у Светском купу
2 победе (1 у супервелеслалому, 1 у велеслалому)
| Датум             | Место            | Дисциплина       |
| ----------------- | ---------------- | ---------------- |
| 26. јануар 2009.  | Кортина д'Ампецо | супервелеслалому |
| 1. децембар 2013. | Бивер Крик       | велеслалом       |